# Вест-Блумфілд (Нью-Йорк)
Вест-Блумфілд (англ. West Bloomfield) — місто (англ. town) в США, в окрузі Онтаріо штату Нью-Йорк. Населення — 2740 осіб (2020).

## Демографія
Згідно з переписом 2010 року, у місті мешкало 2466 осіб у 1043 домогосподарствах у складі 721 родини. Було 1100 помешкань
Расовий склад населення:
| - 97,7 % — білих - 0,4 % — корінних американців - 0,4 % — азіатів - 0,3 % — чорних або афроамериканців |

До двох чи більше рас належало 1,0 %. Частка іспаномовних становила 0,9 % від усіх жителів.
За віковим діапазоном населення розподілялося таким чином: 19,7 % — особи молодші 18 років, 61,9 % — особи у віці 18—64 років, 18,4 % — особи у віці 65 років та старші. Медіана віку мешканця становила 46,9 року. На 100 осіб жіночої статі у місті припадало 100,8 чоловіків;  на 100 жінок у віці від 18 років та старших — 99,3 чоловіків також старших 18 років.
Середній дохід на одне домашнє господарство  становив 68 821 долар США (медіана — 53 545), а середній дохід на одну сім'ю — 79 697 доларів (медіана — 66 207). Медіана доходів становила 52 454 долари для чоловіків та 44 844 долари для жінок. За межею бідності перебувало 7,0 % осіб, у тому числі 9,0 % дітей у віці до 18 років та 2,8 % осіб у віці 65 років та старших.
Цивільне працевлаштоване населення становило 1219 осіб. Основні галузі зайнятості: виробництво — 18,9 %, освіта, охорона здоров'я та соціальна допомога — 16,9 %, роздрібна торгівля — 12,7 %, будівництво — 10,7 %.